# Philip Danforth Armour
Philip Danforth Armour (Stockbridge, 16 maggio 1832 – Chicago, 6 gennaio 1901) è stato un imprenditore della carne in scatola che fondò a Chicago la Armour & Company. Viene spesso considerato uno dei robber baron statunitensi della rivoluzione industriale.

## Biografia
Armour nacque a Stockbridge da Danforth Armour e Juliana Ann Brooks. Fu uno dei loro otto figli e crebbe nella fattoria di famiglia. Armour discendeva da coloni scozzesi ed inglesi, ed il cognome era originario della Scozia. Fu educato presso la Cazenovia Academy di New York finché la scuola non lo espulse per aver fatto un giro in calesse con una ragazza. Tra i suoi primi lavori ci fu quello di conduttore sul canale Chenango di New York che scorreva nella contea di Madison. All'età di 19 anni Armour partì da New York con altre 30persone diretto in California per cercare fortuna con l'oro. Prima di intraprendere il viaggio Armour "ricevette molte centinaia di dollari dai genitori" che lo resero, per buona parte, "il finanziatore del viaggio" secondo il biografo Edward N. Wentworth. In California Armour fondò una propria attività assumendo minatori disoccupati per costruire delle chiuse che controllavano le acque che scorrevano nei fiumi dragati dai minatori. In pochi anni Armour aveva trasformato la propria attività in incredibile guadagno, guadagnando circa 8000 dollari prima dei 24 anni.
Con in tasca la sua fortuna Armour si trasferì a Milwaukee fondando una ditta di vendita all'ingrosso. A Milwaukee Armour si associò con Frederick Miles nel business del grano nel 1859. Lavorò con Miles per tre anni prima di allearsi con John Plankinton nell'industria della carne in scatola, fondando la Plankinton, Armour & Company. Fu in questo periodo che Armour sposò Malvina Belle Ogden, nel 1862. Nonostante la compagnia fosse relativamente modesta all'inizio, Armour dimostrò le proprie sconcertanti abilità di uomo d'affari avvantaggiandosi della modifica del prezzo della carne in scatola durante e dopo la guerra di secessione. Secondo Deborah S. Ing, autrice della biografia di Philip Armour sull'American National Biography Online, "Il più importante colpo di inizio carriera di Armour si ebbe verso la fine della guerra di secessione quando anticipò le pesanti perdite dei Confederati che avrebbero portato al crollo dei prezzi del maiale. Firmò contratti con i clienti per 40 dollari a barile prima che il prezzo crollasse a 18 dollari quando la guerra terminò con la vittoria dell'Unione. Questo gli fece guadagnare 22 dollari a barile per un totale compreso tra uno e due milioni di dollari". La saggia scelta di Armour catapultò la Plankinton, Armour & Co. nella stratosfera del business americano, permettendo alla ditta di espandersi in altre città quali Kansas City in Missouri.  In seguito col fratello Herman entrò nuovamente nel mercato del grano e costruì molte ditte di inscatolamento di carne nella valle del fiume Menomonee. Insieme diedero vita alla Armour and Company nel 1867, che ben presto divenne la principale ditta al mondo di trasformazione dei prodotti alimentari e fabbricazione di prodotti chimici, con sede a Chicago. La Armour & Co. fu la prima a produrre carne in scatola ed una delle prime ad utilizzare una catena di montaggio nelle proprie ditte.
Per poter trasportare la carne sul mercato Armour copiò il rivale Gustavus Swift creando la Armour Refrigerator Line nel 1883. La ditta di trasporti di Armour divenne presto la più grande flotta di camion frigo privata degli Stati Uniti d'America, e nel 1900 era composta da oltre 12000 mezzi tutti costruiti nell'azienda automobilistica di Armour. La General American Transportation Corporation avrebbe assunto il controllo della linea nel 1932.
Le sue ditte di inscatolamento introdussero i pionieristici principi di larga scala e la refrigerazione per l'industria. Inizialmente Armour ideò la catena di montaggio per velocizzare la produzione. Inoltre Armour fu uno dei primi a ridurre lo spreco derivato dalla macellazione dei maiali e a trarre vantaggio dalla vendita di questi scarti. Si disse che la compagnia usavano ogni possibile parte degli animali per produrre altro rispetto alla carne in scatola, come fertilizzanti, colla e pepsina. Armour dichiarò che usava "tutto tranne le urla". Tramite queste innovazioni ed allargando il mercato la sua compagnia, la Armour & Co., divenne una delle principali ditte di carne in scatola in America negli anni 1890, con un valore stimato di 110 milioni di dollari nel 1893, trasformando Armour in uno dei più grandi industriali della Gilded Age.
Dalla fine della guerra di secessione i sindacalisti di Chicago avevano lottato per ottenere paghe migliori, una giornata lavorativa di otto ore, condizioni di lavoro più sicure e il diritto di coalizzarsi. In un periodo in cui il salario di sussistenza di una famiglia composta da cinque persone era di 15,40 dollari a settimana, gli operai della Armour and Company ne guadagnavano soli 9,50 la settimana. Dopo che i macellai di Armour chiesero pubblicamente una paga migliore e migliori condizioni di lavoro all'inizio degli anni 1880, Armour licenziò gli operai associati e i capi dello sciopero. Nelle settimane che precedettero la rivolta di Haymarket del 4 maggio 1886, Armour aveva incoraggiato i colleghi ad assumere una milizia per reprimere future lotte sindacali. Nel libro Death in the Haymarket lo storico James Green fa notare che la loro dotazione comprendeva "una buona arma da fuoco, da usare in caso di problemi". Nel corso della sua carriera Armour represse tre grandi scioperi direttamente legati alle sue ditte, licenziando tutti i capi sindacali coinvolti. Nonostante tutto il The New York Times riuscì a lodare il modo in cui Armour "si preoccupava dei propri lavoratori" senza nessuna ironia. "Nonostante i suoi operai vivevano e lavoravano in condizioni squallide", la serie American Experience della PBS disse che "Armour era famoso come filantropo".
La reputazione della compagnia fu ulteriormente offuscata dallo scandalo del 1898–1899 nel quale fu accusata di aver venduto manzo contaminato. Questa cosa ispirò il romanzo muckraker di Upton Sinclair intitolato The Jungle, pubblicato nel febbraio 1906 e diventato un best seller.
Nel 1893 Armour donò un milione di dollari per finanziare l'Armour Institute of Technology (un'università privata mista) che si fuse con il Lewis Institute per dar vita all'Illinois Institute of Technology (IIT) nel 1940. Fondò anche la Armour Mission, un centro educativo e sanitario. Nel 1900 il primogenito Philip D. Armour Jr. morì.

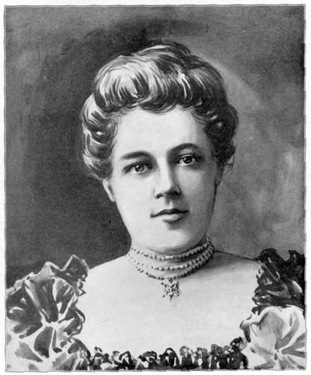
Malvina Belle Ogden, moglie di Armour

Armour morì il 6 gennaio 1901 di polmonite nella sua casa di Chicago. Gli sopravvissero la moglie Malvina Belle Ogden, sposata nel 1862, ed il figlio Jonathan Ogden Armour.

## Retaggio
La città di Armour (Dakota del Sud) prese da lui il nome nel 1885, mentre la città di Armourdale (Kansas) (oggi il distretto di Armourdale a Kansas City, Kansas) lo fece nel 1881. Anche due strade di Cudahy (Wisconsin) (sobborgo di Milwaukee fondato dal magnate della carne in scatola Patrick Cudahy) e di Oconomowoc (Wisconsin), dove la famiglia Armour aveva una casa estiva, portano il suo nome.
La Union Pacific Railroad ha tra i suoi colori un particolare giallo (Armour Yellow) usato dai furgoni frigo Armour all'inizio del XX secolo.